# Chiripa (Taraco)
Koordinaten: 16° 28′ 40″ S, 68° 49′ 54″ W
Der archäologische Fundplatz Chiripa liegt am Titicacasee in Bolivien, 15 km östlich der Ortschaft Chiripa auf der Halbinsel Taraco.
Von etwa 1000 v. Chr. bis 1100 n. Chr. befand sich hier eine Siedlung der Tiwanaku-Kultur Mittelpunkt der Stätte ist ein versunkener Hof um den ringförmig Gebäude aus Adobe und Stein angeordnet sind. Diese Gebäude stellen Vorläufer der Gebäude der Monumentalstruktur von Pumapunku dar.
Erste Ausgrabungen fanden in den 1940er Jahren statt. Sie wurden 50 Jahre später im „Taraco Archeological Project“ der kalifornischen Universität Berkeley unter der Leitung von Christine Hastorf vertieft.